# Кірха Понарт
Кірха Понарт (нім. Ponarther Kirche) — євангелістська кірха Кенігсберга, побудована в 1897 році. Німецька назва була дана через розташування кірхи в одному з найстаріших передмість Кенігсберга — Понарті. Нині це Церква Різдва Пресвятої Богородиці Калінінградської єпархії Російської православної церкви

## Історія

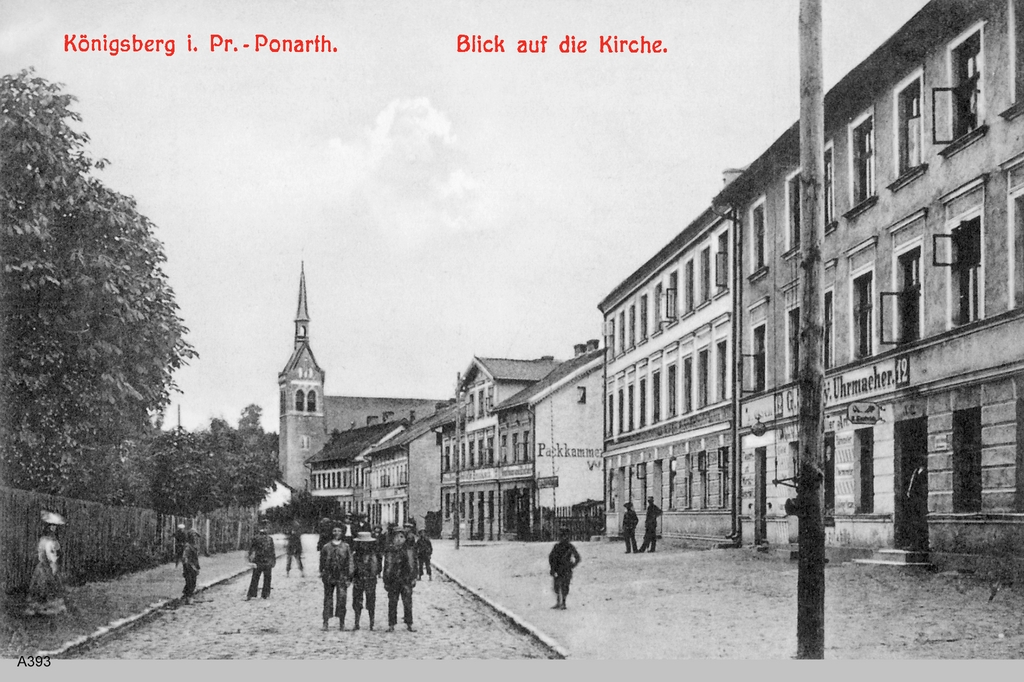

Кірха була побудована завдяки зусиллям голови євангелічної громади району Понарт Роберта Гофмана, директора пивзаводу «Понарт» Шифердекера і сім'ї Грубер, а також жителів Понарта і державної субсидії. Кірха була освячена 23 липня 1897 року.
Цегляна будівля в готичному стилі мала чотириповерхову башту на північному заході і фронтони на сході і заході. З двох сторін будівлі розташовувалися вузькі контрфорси. На півдні знаходилась вівтарна частина з ризницею. До вівтарної споруди примикав фамільний склеп Шифердекерів. На північній стороні кірхи розміщувався красивий фронтон з п'ятьма сліпими вікнами, там же був розташований притвор, об'єднаний прибудовою з вежею. З східної сторони будівлі вікна були високі, стрілчасті, із заходу в стрілчастих нішах перебували подвійні вікна з емпорами. На двосхилому даху був встановлений ліхтар з високим гострим шпилем (до наших днів не зберігся).
Перший церковний орган в християнський храм перевезли з міської синагоги. Інструмент простояв до 1929 року.  Потім був замінений новим, який мав 278 регістрів, роботи відомої ганноверської фірми «Фуртвенглер і Гаммер» (підприємство успішно працює і зараз). Склепінь, як і плоскої стелі в церкві не було, і перебуваючи в нефі, можна було бачити дерев'яні конструкції даху.
Незначні пошкодження кірхи під час квітневого штурму в 1945 році не завадили продовженню церковних служб в ній німецькими жителями, що залишилися в місті. Після їх виселення кірха спочатку використовувалася як склад, а потім в ній діяв спортивний зал «Шторм».
Передача кірхи Російській православній церкві відбулася в 1991 році. Будівля була відреставрована і 21 вересня 1992 року церква була освячена як Церква Різдва Пресвятої Богородиці.